# Ели Кокину
Ели Кокину (на гръцки: Έλλη Κοκκίνου) е съвременна гръцка поп изпълнителка. Родена е в Атина, Гърция.
През 1994 г. тя се премества в САЩ, където учи музика в известния MIT (Musicians Institute of Technology). През 1996 г. издава 2 албума под лейбъла на Сони мюзик. През 2002 г. подписва с Heaven Music. На следващата година започва съвместна работа с популярния автор на текстове Фивос и през май 2003 г. издава албума Sto kokkino („в червено“). Този албум става двойно платинен. След малък спад в музикалната си кариера, Кокину подписва договор с нейния добър приятел Фивос в The Spicy Effect и става изпълнител №2 по рейтинг в компанията след Деспина Ванди. Ели Кокину е жури в предаването Greek idol през 2011. Продала е над 140 хил. копия от албуми.

## Дискография
Албуми
| Година | Име                  | Превод           | Сертификат  |
| ------ | -------------------- | ---------------- | ----------- |
| 1999   | Epikindina Paihnidia | Опасни игри      | —           |
| 2000   | Andriki Kolonia      | Мъжки парфюм     | —           |
| 2003   | Sto Kokkino          | В червено        | 2× Platinum |
| 2005   | Sex/Ki Allo          | Sex/И още        | Platinum    |
| 2007   | Eilikrina            | Откровено        | Gold        |
| 2011   | Ta Genethlia Mou     | Рожденият ми ден | 2× Platinum |

## Видео клипове
- 1998 Kapoia mera
- 1999 Pao pao
- 2000 Na ta mas pali
- 2003 Kosmotheoria
- 2003 Sorry
- 2003 De ginetai
- 2003 Afto to kalokairi
- 2004 Agori mou/Erota mou
- 2004 Tha perimeno
- 2004 Bye bye
- 2005 Sex
- 2005 Ti tis exeis vrei
- 2005 Itan psema
- 2006 Ki allo
- 2006 Adiaforos
- 2007 Lipamai eilikrina
- 2007 Eisai oti thelo
- 2007 Pes mou ena psema
- 2008 Min ta paratas pote
- 2008 Demenes
- 2009 Pame xsana
- 2010 Ontos
- 2010 Apohoro
- 2010 Hristougenna
- 2011 Eroteftika
- 2011 Ta genethlia mou
- 2012 Kardia apo giali